# Takeda Pharmaceutical Co.
Takeda Pharmaceutical Company Limited (武田 薬 品 工業 株式会社?, Takeda Yakuhin Kōgyō Kabushiki-gaisha) è la più grande casa farmaceutica del Giappone e una delle maggiori a livello mondiale. La società si focalizza su 6 aree terapeutiche: oncologia (attraverso la sua controllata indipendente Millennium: The Takeda Oncology Company), gastroenterologia, malattie rare e neuroscienze con investimenti nei plasmaderivati e vaccini. Nel 2018, con la maxi-acquisizione di Shire, diventa un colosso farmaceutico nel settore delle malattie rare.
È quotata alla Borsa di Tokyo.

## Storia

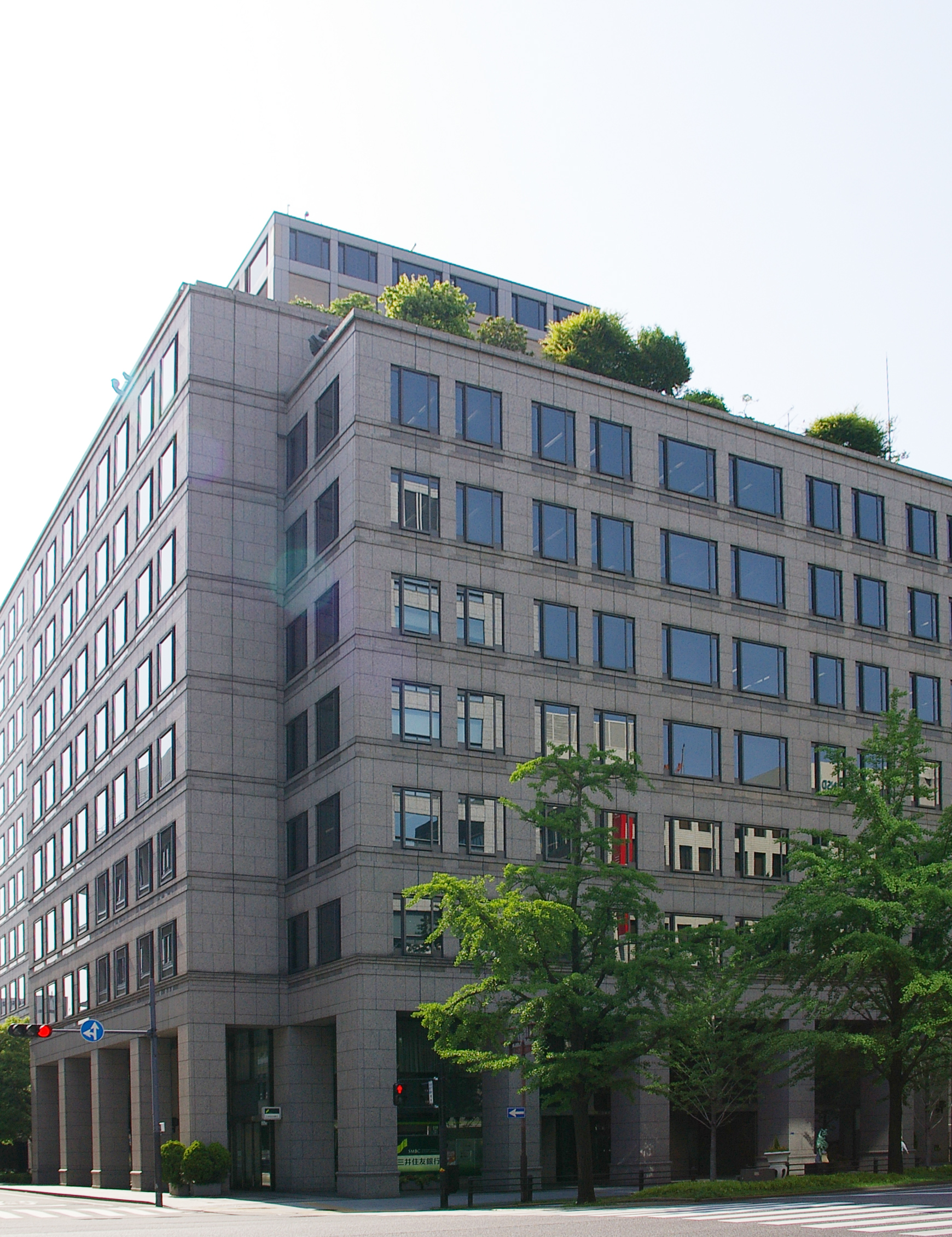
Takeda Midosuji Building, sede centrale di Takeda Pharmaceutical Company a Chuo-ku, Osaka.

### Gli inizi
Takeda Pharmaceuticals è fondata il 12 giugno 1781 da Chabei Takeda il quale apre un negozietto di erbe medicinali: le acquista dai grossisti e le rivende al dettaglio. Il negozietto si trasforma in industria nel 1895 quando uno dei discendenti della dinastia, Chabei Takeda IV, importa per la prima volta in Giappone dall'occidente 18 medicinali tra cui il chinino contro la malaria e l'acido fenolico contro il colera. La prima fabbrica, produttrice di chinino e medicine contro la diarrea, sorge a Osaka. La società, ribattezzata Takeda Pharmaceutical Co, è costituita il 29 gennaio 1915. Dieci anni più tardi Chbei IV preferisce chiamarla Chabei Takeda & Co.
Nel 1943 nuovo cambio del nome: Takeda Pharmaceutical Industries. E nel dopoguerra comincia ad espandersi all'estero, aprendo nuove fabbriche in Asia, aprendo uffici commerciali a Taiwan, Filippine, Tailandia, Indonesia e quotandosi alla Borsa di Tokyo. Nel 1977 Takeda entra per la prima volta nel mercato farmaceutico statunitense sviluppando una joint venture con Abbott Laboratories chiamata TAP Pharmaceuticals. Attraverso questa società, Takeda e Abbott lanciano i blockbuster Lupron (leuprolide) nel 1985 e Prevacid (lansoprazolo) nel 1995. Alla fine degli anni novanta Kunio Takeda, l'ultimo discendente della dinastia, porta il fatturato della società alla soglia dei 1.000 miliardi di yen (7,5 miliardi di euro). Uno dei principali farmaci dell'azienda è Actos, un composto nella classe dei farmaci tiazolidinedione utilizzati nel trattamento del diabete di tipo 2. Lanciato nel 1999, Actos diventa uno dei farmaci per il diabete più venduti al mondo ma produrrà all'azienda anche numerose controversie giudiziarie.

### L'espansione
Nel 2003 la guida della società passa a Yasuchika Hasegawa. Il nuovo CEO porta l'azienda a fatturare nel tempo 3.000 miliardi di yen (22,5 miliardi di euro). Nel febbraio 2005 Takeda acquisisce Syrrx, una società di San Diego, in California, specializzata nella cristallografia a raggi X ad alta produttività, per un totale di 270 milioni di dollari.
Nel febbraio 2008 rileva le attività giapponesi di Amgen e i diritti su una dozzina di progetti della società biotecnologica californiana per il mercato giapponese.  Nel marzo 2008 Takeda e Abbott Laboratories annunciano la conclusione della loro trentennale joint venture, la TAP Pharmaceuticals, che aveva registrato vendite per oltre 3 miliardi di dollari nell'ultimo anno. La scissione porta Abbott ad acquisire i diritti statunitensi di Lupron. Takeda riceve invece i diritti su Prevacid e TAP. La separazione aumenta anche l'organico di Takeda di 3.000 dipendenti.
Nell'aprile del 2008 Takeda acquisisce Millennium Pharmaceuticals di Cambridge, Massachusetts, una società specializzata nella ricerca sui farmaci antitumorali, per 8,8 miliardi di dollari. L'acquisizione porta con sé Velcade, un farmaco indicato per le neoplasie ematologiche, nonché un portafoglio di progetti nelle aree di oncologia, infiammazione e terapia cardiovascolare. Millennium ora opera come una sussidiaria indipendente, "Millennium: The Takeda Oncology Company", in Italia ha sede a Roma. Nel maggio 2008 Takeda concede in licenza non esclusiva la piattaforma tecnologica RNAi sviluppata da Alnylam Pharmaceuticals, creando una partnership potenzialmente a lungo termine tra le società.
Il 19 maggio 2011 Takeda Pharmaceutical acquisisce Nycomed per 9,6 miliardi di euro, una mega-operazione che farà crescere i ricavi dell'azienda giapponese del 30% e gli utili del 40%. Nell'aprile 2012 rileva URL Pharma, gestito dal figlio del fondatore Richard Roberts, per 800 milioni di dollari. L'acquisizione è stata completata entro il 4 giugno 2012. Un mese più tardi, in maggio, Takeda acquista la società farmaceutica brasiliana Multilab per 540 milioni di dollari.
Il 26 settembre 2014 Takeda annuncia l'accordo di collaborazione con BioMotiv con l'obiettivo di identificare e sviluppare nuove mescole su un periodo di cinque anni. L'intesa ha un valore di circa 25 milioni di dollari. Quattro giorni più tardi annuncia anche la collaborazione con MacroGenics, valutata fino a 1,6 miliardi di dollari. La collaborazione si concentrerà sul co-sviluppo del composto autoimmune preclinico MGD010, una terapia che si rivolge alle proteine di superficie delle cellule B CD32B e CD79B ed è indicata per l'artrite reumatoidea.
Nel 2015 Takeda vende la sua attività di farmaci respiratori alla svedese-britannica AstraZeneca per 575 milioni di dollari (circa 383 milioni di sterline). L'accordo comprende roflumilast e ciclesonide. In novembre la Food and Drug Administration degli Stati Uniti approva Ixazomib sviluppato da Takeda per il trattamento, in combinazione con lenalidomide e desametasone, del mieloma multiplo dopo almeno una precedente terapia. Nel 2016 stringe un'intesa con l'israeliana Teva, leader mondiale dei generici, per produrre una versione generica di Actos. Nel dicembre 2016 la società separa la sua divisione di ricerca sulle neuroscienze affidandola a Cerevance, una joint venture insieme a Lightstone Ventures.

### Tra le top 10 al mondo
Nel gennaio 2017 acquisisce il gruppo Usa di farmaci anticancro Ariad Pharmaceuticals per 5,2 miliardi di dollari, espandendo le divisioni di oncologia ed ematologia dell'azienda. E nel 2017 diventa nuovo CEO della società il francese Christophe Weber. All'inizio del gennaio 2018 acquista TiGenix, sviluppatore di terapia per cellule staminali, per un importo di 520 milioni di euro (632 milioni di dollari). L'8 maggio 2018 rileva per 52 miliardi di euro (62 miliardi di dollari), dopo aver migliorato per ben quattro volte la sua offerta in sei settimane, l'irlandese Shire, una società farmaceutica specializzata in trattamenti per le malattie rare dopo aver acquisito nel 2016 un'altra azienda fortissima nel settore, Baxalta Incorporated, e quotata a Wall Street. Con questa acquisizione, la maggiore fatta all'estero da un'azienda giapponese, Takeda entra tra le prime 10 aziende farmaceutiche al mondo e riesce a centrare due obiettivi: rafforzarsi nel settore delle malattie rare e ampliare la sua presenza nel Nord America dopo la scelta del governo giapponese di far crescere sino all'80% la quota dei farmaci generici sul mercato interno.

## Sedi
Takeda ha 2 basi principali in Giappone a Osaka e Tokyo. La sede americana si trova a Deerfield, Illinois, mentre quella europea è a Zurigo, Svizzera. I principali centri di ricerca si trovano a Osaka e Tsukuba, Giappone; San Diego (California); San Francisco; Cambridge, Regno Unito; e Singapore.
Gli stabilimenti produttivi sono 18 distribuiti in quattro continenti.

### Takeda Italia
Takeda Italia è presente in Italia dal 1982 con sede a Roma e due siti produttivi situati a Pisa e a Rieti, dedicati alla produzione di farmaci plasmaderivati. Entrambi i siti fanno parte di un network globale di 8 stabilimenti inseriti nella Business Unit dedicata alla produzione di farmaci plasmaderivati, di cui Takeda detiene una quota di mercato a livello mondiale. Takeda Italia oggi (2022) impiega circa 1.100 dipendenti su tutto il territorio nazionale e nei prossimi due anni renderà disponibili per i pazienti italiani 12 soluzioni terapeutiche tra prodotti, nuove indicazioni e formulazioni.

#### Le aree terapeutiche
La destinazione di elevate risorse all’oncologia ha permesso la produzione di nuovi farmaci nel trattamento del linfoma di Hodgkin, lo sviluppo di un inibitore orale del proteasoma per pazienti con mieloma multiplo  e quello di un inibitore del carcinoma polmonare ALK+.
Oggi la pipeline Takeda in oncologia comprende oltre 15 molecole in diverse fasi di sviluppo clinico, destinate soprattutto alla cura dei tumori ematologici e solidi. La focalizzazione su prodotti specialistici si afferma anche in gastroenterologia, dove è stato sviluppato un farmaco biotecnologico “gut-selective” per le malattie infiammatorie croniche intestinali, ora anche in formulazione sottocutanea, una nuova terapia a base di cellule staminali per il trattamento delle fistole perianali complesse nei pazienti con malattia di Crohn, e un farmaco ottenuto con la tecnica del DNA ricombinante per il trattamento della Sindrome dell’intestino corto in grado di ridurre e/o eliminare la necessità di nutrizione parenterale in questi pazienti.
Nelle malattie rare Takeda è presente con più di 40 prodotti per 13 patologie, tra le quali: le malattie da accumulo lisosomiale, l’angioedema ereditario, i disordini della coagulazione (emofilia A congenita con o senza inibitori, emofilia A acquisita, malattia di von Willebrand), le immunodeficienze primitive e secondarie. A queste cure si affiancano forme di supporto e di servizio domiciliare per il paziente.

#### I siti produttivi italiani
I siti produttivi di Rieti e Pisa coprono un ampio spettro di malattie rare e complesse, producendo terapie derivate dal plasma. I farmaci plasmaderivati sono costituiti da 3 classi di proteine presenti nel plasma: immunoglobuline, albumina e fattori di coagulazione. Occorrono, più di 130 donazioni di plasma per produrre i farmaci necessari al trattamento annuale di un paziente affetto da immunodeficienze primarie, 900 per quelle di un unico paziente affetto da deficit di Alfa-1-antitripsina e 1200 donazioni per un paziente affetto da emofilia. Sono necessari più di 7 mesi per produrre un farmaco plasmaderivato. Una volta donato il plasma viene conservato per molti giorni e sottoposto a screening per assicurarsi che sia idoneo. Successivamente il plasma subirà 4 fasi di lavorazione, due delle quali svolte in Italia: 
1. Frazionamento: serie di processi chimici e meccanici per separare le proteine plasmatiche albumina, immunoglobuline e fattori della coagulazione
2. Purificazione: le proteine sono ulteriormente isolate e purificate, fino alla formulazione del prodotto finale
3. Riempimento asettico: la fase di filling per cui il prodotto è trasferito nel confezionamento primario
4. Confezionamento secondario e distribuzione come prodotto Takeda.

##### Rieti
Attivo dal 1972, nello stabilimento di Rieti il plasma subisce il processo di frazionamento da cui si ricavano intermedi quali albumina, che subisce un secondo step di purificazione, immunoglobuline e fattori della coagulazione.

##### Pisa
Il sito di Pisa è dedicato esclusivamente al trattamento di albumina umana, a seguito del frazionamento effettuato a Rieti. Qui, vengono eseguite le fasi di riempimento asettico, inattivazione virale e ispezione visiva. Infinie, l'albumina prodotta dallo stabilimento di Pisa viene esportata nel resto del mondo.